# Croix de La Tourette-Cabardès
La croix de La Tourette-Cabardès est une croix sur la commune de La Tourette-Cabardès, dans le département de l'Aude en région Languedoc-Roussillon.

## Description

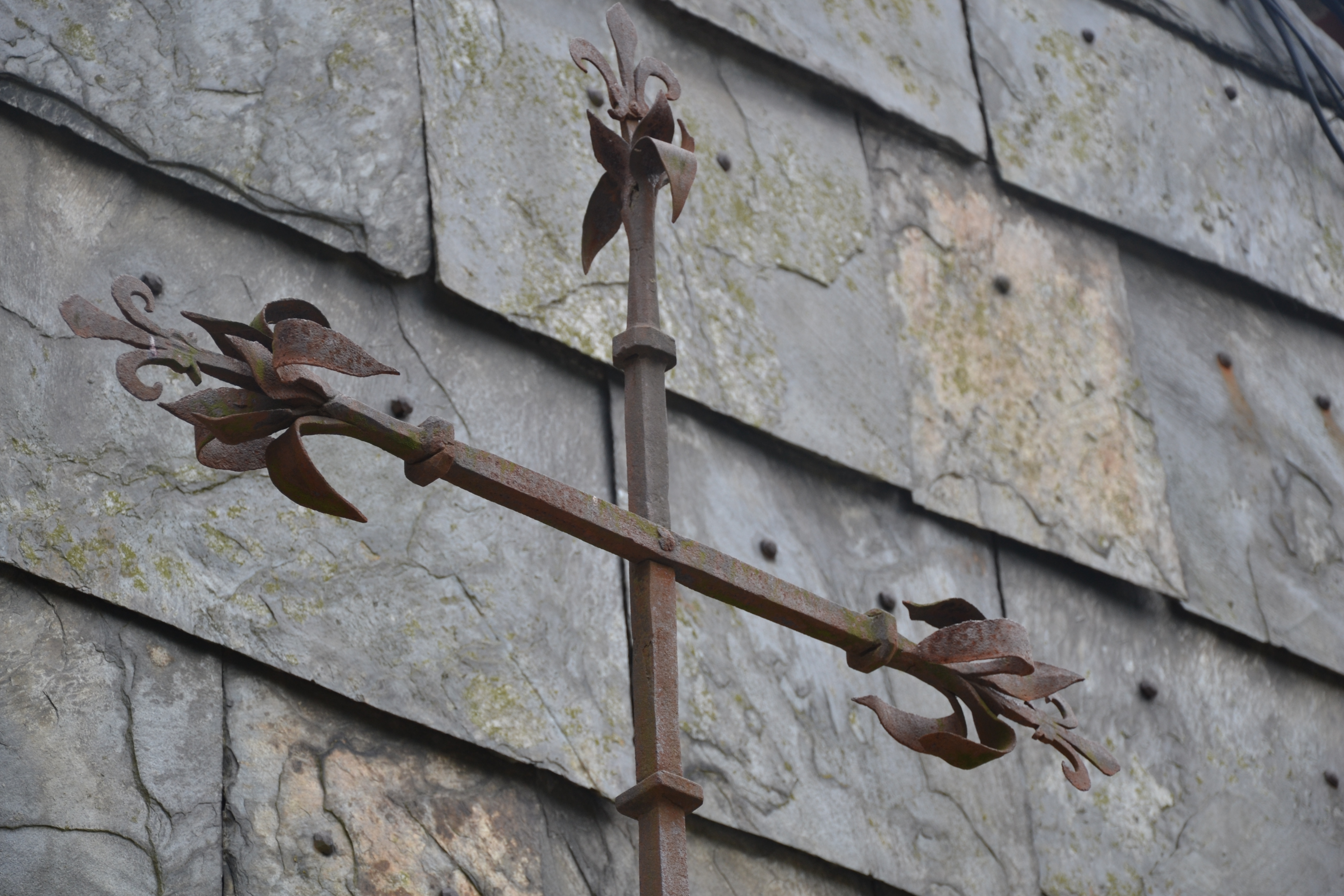

Cette croix en fer forgé date du XVIe siècle. Ses extrémités se terminent par des fleurs de lys.
Le montant vertical est composé par une longue tige octogonale, mais qui devient carrée et moulurée dans sa partie inférieure.

## Localisation
La croix est située sur la place principale de la commune de La Tourette-Cabardès, dans le Cabardès.

## Historique
L'édifice est inscrit au titre des monuments historiques en 1951.